# Rothman Lenke
Rothman Lenke (Kiskunfélegyháza, 1929. március 23. – Lidingö församling, 2008. november 27.) tanár, illusztrátor, képzőművész, író.
A második világháborúban haláltáborba hurcolták zsidó származása miatt, ahonnan súlyos betegen Svédországba került. Művészeti tanulmányait Stockholmban és Ravennában végezte. Eleinte festményeket, grafikákat alkotott, majd mozaikokat, faliszőnyegeket (ez utóbbiakat a stockholmi Handarbetets Vänner Textil Art Association – Textilművészek Szövetségének Baráti Köre szőtte.) 1972-ben születtek Nelly SachsNobel-díjas költőnő verseihez készült illusztrációi. 1976-tól a stockholmi Királyi Képzőművészeti Akadémia tagja. 1980–81-ben készített díszleteket August Strindberg Húsvét című darabjához a stockholmi Királyi Nemzeti Színház számára. 1991-ben Prins Eugen-kitüntetést kapott. Művészetében az 1980-as évektől táblaképek mellett a kollázsok kaptak központi helyet. Emberközpontú gondolatait íróként is közzéteszi. Magyarországra 1986-tól kezdve látogatott vissza.

## Könyvei
- Quality of Life, Āhus, 1980
- Ok Ok No New York, Āhus, 1984 (fotódokumentáció)
- Regn, Stockholm, 1989 (magyarul: Eső, 2005)
- Stygn, 2001